# یواس‌اس استیم (ای‌ام-۴۳۸)
یواس‌اس استیم (ای‌ام-۴۳۸) (به انگلیسی: USS Esteem (AM-438)) یک کشتی بود که طول آن ۱۷۲ فوت (۵۲ متر) بود. این کشتی در سال ۱۹۵۲ ساخته شد.